# Казе Вешо (Катанцаро)
Казе Вешо је насеље у Италији у округу Катанцаро, региону Калабрија.
Према процени из 2011. у насељу је живело 20 становника. Насеље се налази на надморској висини од 748 м.